# Gideon Emery
Gideon Emery (Windsor, 12 settembre 1972) è un attore e cantante britannico.
È noto per la sua attività teatrale in Sudafrica e come doppiatore di videogiochi, show televisivi e film.

## Biografia
Emery è nato nel Berkshire in Inghilterra. All'età di quattro anni, suo padre trasferì la famiglia a Johannesburg in Sudafrica. Già da bambino, Emery iniziò ad imitare i personaggi del cinema e della televisione. Presto fra le sue imitazioni vi furono quella di Michael Jackson e Max di Hart to Hart. Fece ritorno in Inghilterra per frequentare il liceo, studiando per un breve periodo alla Reading Blue Coat School. Ma tornò nuovamente in Sudafrica al St John's College di Johannesburg, dove materializzò il suo amore per la professione di attore, interpretando Dick Deadeye nel musical di Gilbert e Sullivan, H.M.S. Pinafore e vincendo il premio per il miglior attore per il ruolo di Mr. Glum in "L'Engagement" di The Glums. Dopo aver per breve tempo considerato di dedicarsi alla grafica, decise di studiare per attore all'Università di Witwatersrand. Mentre studiava interpretò Salieri in Amadeus e Gregor in Steven Berkoff, un adattamento da La metamorfosi di Kafka.
Emery vive a Los Angeles con sua moglie.

### Carriera
Quando era al terzo anno della scuola di teatro, la sua amica Ashley Callie andò ad una audizione per uno spettacolo di pantomima, in occasione del Natale, a Johannesburg, diretto dal regista Janice Honeyman. Emery decise di accompagnarla e finì con l'essere inserito nel cast. Egli interpretò un paio di personaggi, ma impressionò il regista durante una modifica del set. Come risultato, il suo compagno di lavoro, l'attore veterano Bill Flynn, lo presentò al suo agente e la sua carriera decollò. In quel periodo iniziò una prolifica carriera come voce narrante. (Vincerà successivamente un Gold Craft Award nel 2003). Si esibì in diversi teatri interpretando parti da caratterista, spesso interpretando ruoli multipli nella stessa opera, come tutti i ruoli maschili in Sleeping Around di Mark Ravenhill e Tom, Leslie e Phyllis in Sylvia di A.R. Gurney.
Interpretò commedie alla televisione e una serie, Not Quite Friday Night. Ricevette il National Vita Award for Comedy per il ruolo di Maloom nella commedia Heel Against the Head, ancora con Bill Flynn e l'attore e commediografo Paul Slabolepszy. Emery ha anche interpretato il suo monologo, Thin Man Talking e The Great Glendini. Per l'ultimo, un album jazz, Standard Ease. Lavorò per l'ultima volta con Bill Flynn, interpretando Bernard mentre Flynn interpretava Willy Loman al Baxter Theatre in Morte di un commesso viaggiatore.
Grazie al suo acuto orecchio per gli accenti, Emery si trovò a doppiare diversi ruoli, in produzioni cinematografiche e televisive inglesi e americane. Ben presto decise che era sullo schermo che voleva concentrare la sua attenzione. Dato che la maggior parte dei progetti principali lo portavano a recitare all'estero, decise che era tempo di esplorare diverse opportunità. Nel tardo 2003, si trasferì a Los Angeles, dove interpretò molti personaggi sia sullo schermo (Last Resort, Takers, Moonlight, Burn Notice) che nei videogiochi come Final Fantasy XII, Final Fantasy Tactics: The War of the Lions, Vanquish, Dragon Age II e Street Fighter X Tekken. Ha prestato la voce a videogiochi come Call of Duty: Advanced Warfare, Battlefield 3 e Wolfenstein: The New Order.
Emery ha interpretato diversi episodi della serie MTV, Teen Wolf e apparso in True Blood, NCIS, Shameless, Grimm, Daredevil e Chicago P.D.

## Filmografia

### Cinema
- Glory Dory, regia di Paul Matthews (2000)
- The Sorcerer's Apprentice, regia di David Lister (2002)
- Red Water - Terrore sott'acqua, regia di Charles Robert Carner (2003)
- A Case of Murder, regia di Clive Morris (2004)
- Cape of Good Hope, regia di Mark Bamford (2004)
- Paura primordiale, regia di Michael Katleman (2007)
- Almaz Black Box, regia di Christian Johnston (2007)
- Greetings from the Shore, regia di Greg Chwerchak (2007)
- Train, regia di Gideon Raff (2008)
- Takers, regia di John Luessenhop (2010)
- Blue Crush 2, regia di Mike Elliott (2011)
- G20, regia di Patricia Riggen (2025)

### Televisione
- Honeytown II – serie TV (1995)
- Not Quite Friday Night – serie TV (1995)
- It's a Funny Country – serie TV (1995)
- It's A Funny Country: Year In, Year Out – serie TV (1995)
- Rhodes – serie TV (1996)
- The Legend of the Hidden City – serie TV (1997)
- Saints, Sinners and Settlers – serie TV (1999)
- 25º South – serie TV (1999)
- Filligoggin – serie TV (2000)
- Una donna alla Casa Bianca – serie TV (2005)
- 24 – serie TV (2007)
- Passions – serie TV (2007)
- Moonlight – serie TV (2007)
- General Hospital – serie TV (2008)
- CSI: NY – serie TV (2008)
- The Middleman – serie TV (2008)
- Eleventh Hour – serie TV (2009)
- 90210 – serie TV (2009)
- Burn Notice - Duro a morire – serie TV (2009)
- The Forgotten – serie TV (2010)
- Castle – serie TV, episodio 3x07 (2010)
- The Mentalist – serie TV (2011)
- NCIS: Los Angeles – serie TV (2011)
- Last Resort – serie TV (2012)
- Teen Wolf – serie TV (2013-2016)
- True Blood – serie TV (2013)
- NCIS - Unità anticrimine (NCIS) – serie TV, episodio 11x09 (2013)
- Shameless – serie TV (2014)
- Grimm – serie TV, episodio 4x13 (2015)
- E&N with Ed Neusbit – serie TV (2015)
- Daredevil – serie TV (2015)
- Chicago P.D. – serie TV (2016)
- Scream – serie TV (2019)
- Secret Level – serie animata, episodio 1x04 (2024)

#### Videogiochi
- Fergus Reid in Wolfenstein II: The New Colossus

## Discografia
- Standard Ease (2011)[15]

## Riconoscimenti
- Best Actor Award – Survivor Type – Golden Egg Film Festival (2014, Winner)
- Award of Merit: Leading Actor – Survivor Type –  Best Shorts Competition. (2014, Winner)
- Award of Excellence: Leading Actor – Survivor Type – Accolade Competition (2013, Winner)
- Best Actor in a Short Film – Survivor Type – Bare Bones International Film Festival (2012, Winner)
- Best Actor Award – Survivor Type –  Los Angeles International Underground Film Festival. (2012, Winner)
- Award of Merit – Sex Drive – Accolade Competition (2010, Winner)
- Suspense/Thriller Award – The Price of Love and Other Stories – Audie Awards (2010, Nominee)
- Supporting Performance in a Drama – Brothers in Arms: Hell's Highway –  NAViGATr Videogame Awards. (2008, Nominee)
- Loerie Gold Craft Award: Radio VO – SABC: Wed-nes-day –  Loeries Advertising Awards. (2003, Winner)
- Best Actor in a Comedy – Heel Against the Head – National Vita Awards (1995, Winner)

## Doppiatori italiani
Nelle versioni in italiano delle opere in cui ha recitato, Gideon Emery è stato doppiato da:
- Andrea Lavagnino in Witness to Kill, Last Resort, Teen Wolf, G20
- Alberto Bognanni in Train, Castle
- Stefano Alessandroni in NCIS - Unità anticrimine, Daredevil
- Maurizio Fiorentini in Paura primordiale
- Massimo Bitossi in CSI: NY
- Leonardo Graziano in 24
- Alberto Caneva in Burn Notice - Duro a morire
- Edoardo Nordio in True Blood
- Alessandro Messina in NCIS: Los Angeles
- Stefano Thermes in The Mentalist
- Gianluca Machelli in Blue Bloods
- Loris Loddi in S.W.A.T.

Da doppiatore è stato sostituito da:
- Federico Danti in Killzone: Shadow Fall
- Gabriele Calindri in Mass Effect 2
- Alberto Sette in Uncharted 4 - Fine di un ladro
- Antonello Governale in Wolfenstein II: The New Colossus[16]
- Oliviero Corbetta in La Terra di Mezzo: L'ombra della guerra
- Sergio Lucchetti in Star Wars: Jedi Survivor
- Aldo Stella in Diablo IV
- Andrea Lavagnino in Secret Level